# Harley Cross
Harley Cross (New York, 31 marzo 1978) è un attore e uomo d'affari statunitense.
È fratello dell'attore Eli Marienthal.
Ha iniziato a lavorare come attore bambino ad appena 6 anni ed è principalmente noto per aver interpretato il figlio di Jane Fonda in Lettere d'amore dove recita anche Robert De Niro.

## Filmografia parziale
- The Believers - I credenti del male (The Believers), regia di John Schlesinger (1987)
- Chi protegge il testimone (Someone to Watch Over Me), regia di Ridley Scott (1987)
- Le strade della paura (Cohen and Tate), regia di Eric Red (1988)
- Lettere d'amore (Stanley & Iris), regia di Martin Ritt (1990)
- Perdita Durango, regia di Álex de la Iglesia (1997)
- La figlia di un soldato non piange mai (A Soldier's Daughter Never Cries), regia di James Ivory (1998)